# So It Begins
So It Begins is een Amerikaanse metalcore band afkomstig uit Midland, Texas.
De band werd opgericht in 2013 door zanger Staton Roberts en gitaristen Tai Lopez en Jordan Parker. Zij brachten datzelfde jaar nog hun debuut-ep Abduction uit, in samenwerking met sessiedrummer John Luna en producer Robert Beltran. Nog voor de ep officieel werd uitgegeven, voegden drummer Anthony Aguilar en bassist Bryce Long zich bij de band. Even later verliet Tai Lopez om persoonlijke redenen de band; hij werd vervangen door Clayton King.
De band deelde gedurende verscheidene shows in Texas en New Mexico onder meer het podium met bands als Everyone Dies in Utah, Affiance, Miss May I en Chelsea Grin. In 2014 bracht de band met Mirage een tweede ep uit. In de daaropvolgende jaren verzorgden ze het voorprogramma voor bands als August Burns Red, Motionless in White, Silent Planet en Within the Ruins.
In 2017 bracht de band de ep Wrath uit, waarvoor ze samenwerkten met Cory Brunnemann, producer voor Upon a Burning Body.
In 2019 verscheen het zelf-getitelde debuutalbum van de band, dat zij geheel zelfstandig op de markt gebracht hebben.

## Bezetting
Huidige leden
- Staton Roberts - vocalen
- Clayton King - gitaar
- Parket Jarrett - bas
- Anthony Aguilar - drums

Voormalige leden
- Tai Lopez - gitaar
- Bryce Long - bas
- Jordan Parker - gitaar

## Discografie
Studioalbums
- 2019: So It Begins

Ep's
- 2013: Abduction
- 2014: Mirage
- 2017: Wrath